# Kinderstadt Fót

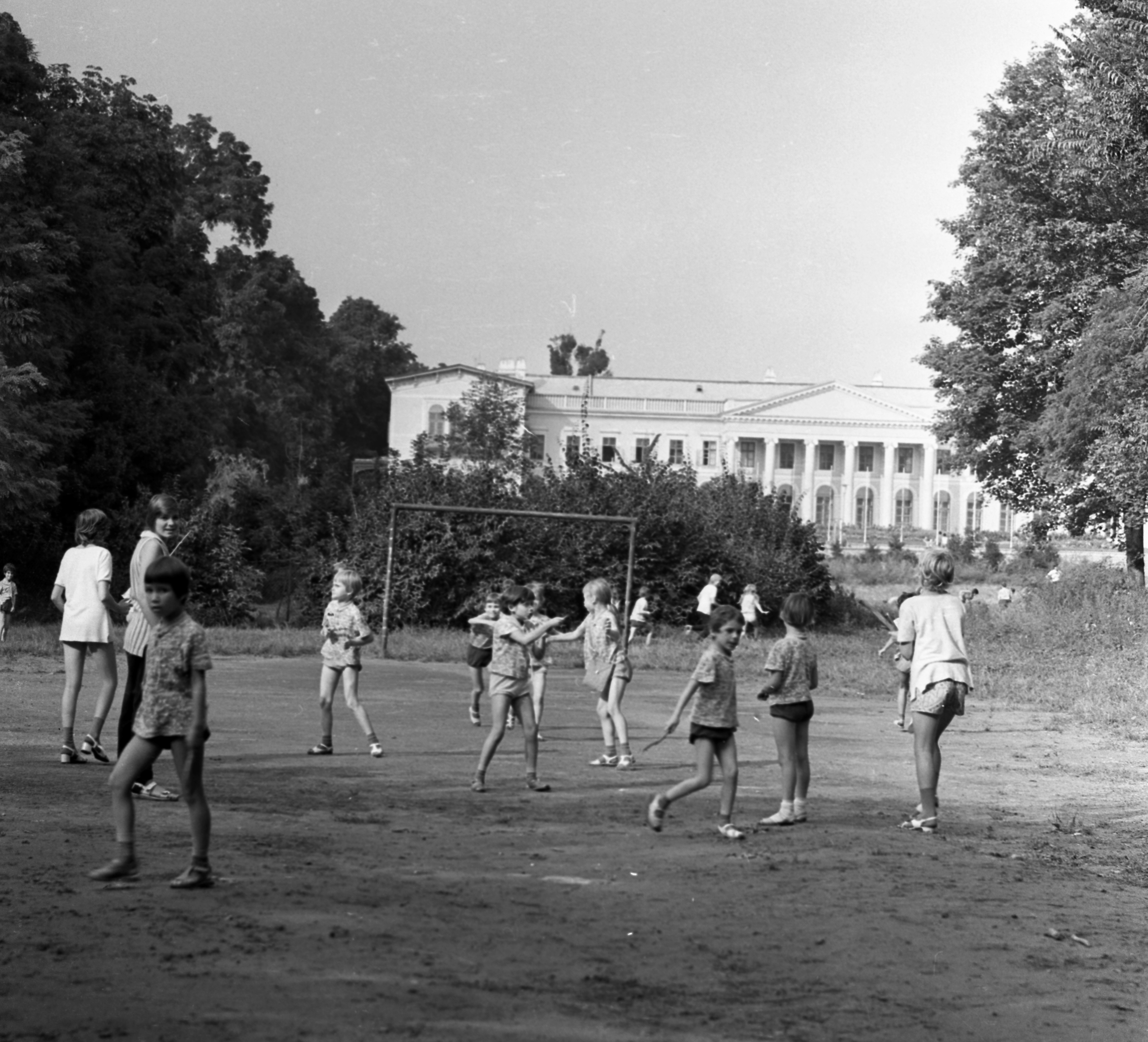
Die Kinderstadt Fót(1972) mit dem Schloss Károlyi im Hintergrund

Die Kinderstadt Fót (ungarisch Gyermekváros Fót) war eine bedeutende Kinderfürsorgeeinrichtung in der ungarischen Stadt Fót, die sich etwa 20 km nordöstlich von Budapest befindet. Es war über Jahrzehnte hinweg ein wichtiges Zentrum für die Betreuung und Unterbringung von Waisen und gefährdeten Kindern in Ungarn. Die Kinderstadt galt als das größte Kinderheim des Ostblocks.
Aus der ehemaligen Kinderstadt Fót ist das Károlyi István Kinderzentrum ungarisch Károlyi István Gyermekközpont hervorgegangen. Auch heute bietet es Kindern, die außerhalb familiärer Strukturen leben, Unterkunft und Unterstützung.

## Geschichte
Die Kinderstadt in Fót wurde im Jahr 1957 gegründet, um Waisen und Kinder in schwierigen sozialen Verhältnissen eine Unterkunft und Betreuung zu bieten. Die Einrichtung umfasste eine Art kleine „Stadt“ oder „Dorf“ mit verschiedenen Gebäuden, Schulen, Unterkünften und Freizeitmöglichkeiten, sodass die Kinder in einer betreuten, aber doch eigenständigen Umgebung aufwachsen konnten. Zum Zeitpunkt der Eröffnung wurden etwa 100 Kinder untergebracht. Bis 1962 baute man weitere Gebäude und hatte somit Platz für die Unterbringung von rund 920 Kindern.
Die Kinderstadt Fót entstand in einer Zeit, als Ungarn nach dem Zweiten Weltkrieg und dem Aufstand von 1956 mit einer wachsenden Zahl von Waisen und elternlosen Kindern konfrontiert war. Die Einrichtung bot neben Wohnmöglichkeiten auch Bildungsangebote und psychosoziale Unterstützung, um den Kindern eine Chance auf eine bessere Zukunft zu geben.
Das Gelände war großzügig und wurde in einem ehemaligen Adelsanwesen angesiedelt, das früher der Familie Károlyi gehörte. Insbesondere das Schloss von Fót, ein imposantes Gebäude im klassizistischen Stil, diente der Einrichtung als Herzstück und wurde für verschiedene Zwecke genutzt.

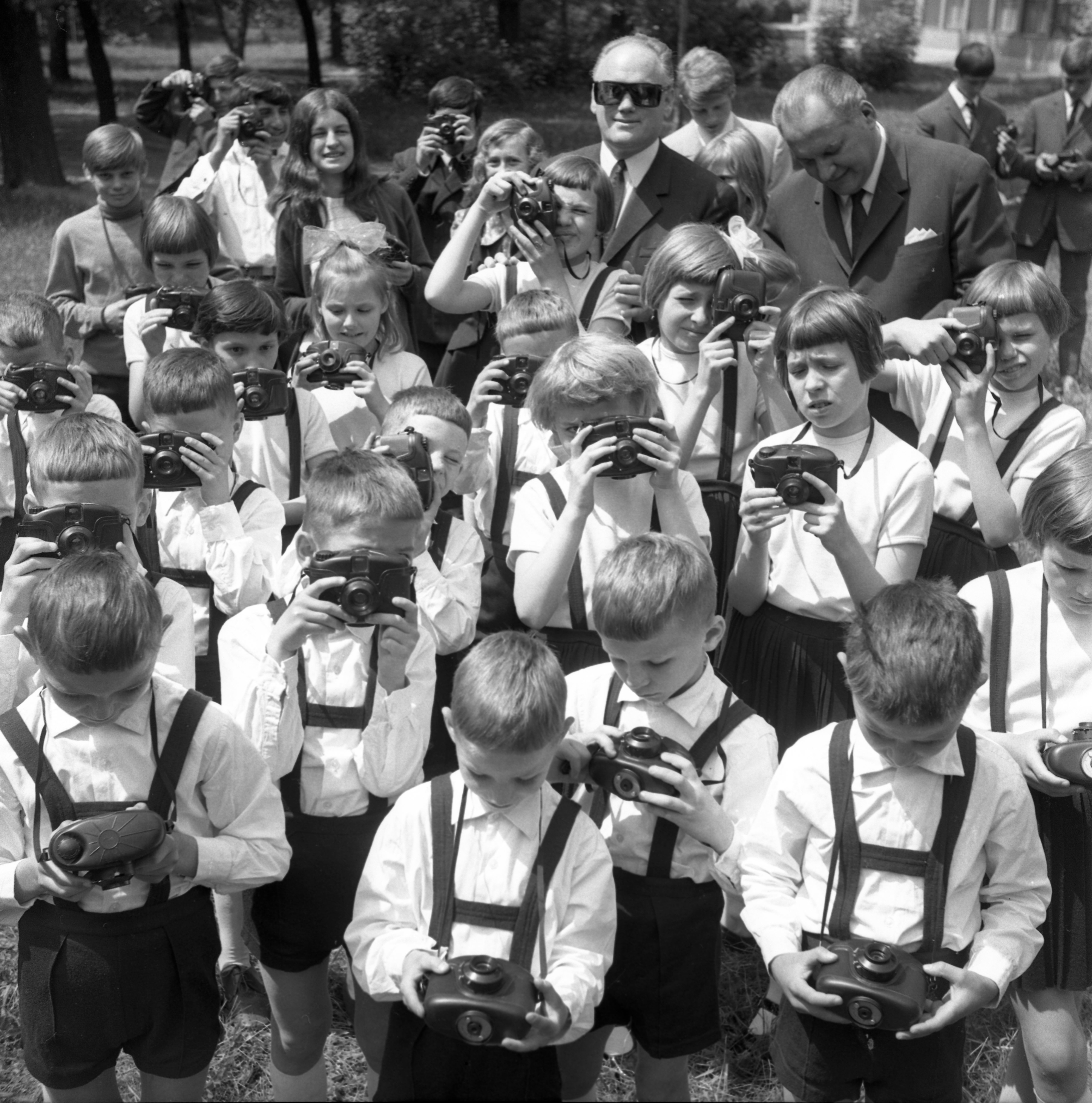
Kindertag im Jahr 1970 in der Kinderstadt Fót

In den 1970er und 1980er Jahren war die Kinderstadt in Fót eine der wichtigsten Institutionen für Kinder in Ungarn. Die Idee war, dass Kinder hier nicht nur ein Zuhause finden, sondern auch in einer strukturierten Gemeinschaft aufwachsen, die sie auf das Erwachsenenleben vorbereitet. Die Stadt bot vielfältige Programme an, darunter Berufsausbildungen, Sportaktivitäten und psychologische Unterstützung. Die Kinderstadt bot eine gut organisierte Infrastruktur mit eigenen Schulen, Ausbildungszentren und Freizeiteinrichtungen. Es gab einen klaren pädagogischen Ansatz, der darauf abzielte, den Kindern Verantwortungsbewusstsein, Selbstständigkeit und Gemeinschaftssinn beizubringen. Die Kinder lebten in familienähnlichen Gruppen, die von Erziehern betreut wurden, um eine warme und unterstützende Umgebung zu schaffen. Besonders hervorgehoben wird die berufliche Vorbereitung der Jugendlichen durch verschiedene Ausbildungsprogramme. Diese umfassende Betreuung sollte den Kindern helfen, trotz ihrer schwierigen Ausgangssituation ein stabiles Leben zu führen.
Das Gelände umfasste auch landwirtschaftliche Flächen, die zur Selbstversorgung der Einrichtung genutzt wurden. Sport und kulturelle Aktivitäten waren ein wesentlicher Bestandteil des Lebens in der Kinderstadt.
Zwischen dem Kinderheim in Fót und dem Bochumer Kinder- und Jugendheim Overdyck besteht seit 1986 eine Jugendhilfepartnerschaft. Diese Partnerschaft zielt darauf ab, Kindern und Jugendlichen, die nicht in ihren Familien aufwachsen können, neue Perspektiven und Erfahrungen zu bieten. Jährlich wird ein Ferienaustausch organisiert, bei dem eine Gruppe von Kindern und Jugendlichen aus Deutschland und Ungarn die Möglichkeit erhält, sich auszutauschen und voneinander zu lernen.
1987 gab es zwischen dem Berliner Kinderheim A. S. Makarenko und der Kinderstadt Fót sowie Berliner und Budapester Bildungseinrichtungen verschiedene Austausche. 25 ungarische Schüler besuchten Berlin, begleitet von kurzen Studiendelegationen und einem gewerkschaftlichen Urlauberaustausch.
Nach dem politischen Umbruch in Ungarn 1989 und dem Zusammenbruch des Sozialismus veränderten sich auch die Sozialsysteme des Landes. Das Konzept von großen Kinderheimen, wie es die Kinderstadt in Fót war, geriet zunehmend in Kritik. Internationale Trends in der Kinderbetreuung forderten eine Dezentralisierung und eine familienähnlichere Betreuung von Kindern. Dies führte zu einer Veränderung in der Funktionsweise der Kinderstadt von Fót.
Im Laufe der Jahre wurde die Einrichtung immer weiter umstrukturiert. Die Zahl der untergebrachten Kinder nahm ab, und viele Kinder wurden in Pflegefamilien oder kleinere Wohngruppen verlegt. Auch der Zustand des Schlosses und anderer Gebäude auf dem Gelände verschlechterte sich zunehmend.
Die ungarische Regierung beschloss schließlich, die Kinderstadt in ihrer ursprünglichen Form zu schließen. Der Betrieb wurde 2020 offiziell eingestellt, wobei das Gelände und die Gebäude in Fót teilweise noch für andere soziale Zwecke genutzt werden.
Ein wesentlicher Punkt der Diskussion um das Gelände war das historische Károlyi-Schloss, das lange Zeit vernachlässigt wurde. Es gab immer wieder Initiativen zur Renovierung des Schlosses, doch die Zukunft des Gebäudes und des gesamten Areals ist unklar.
Das zum Gelände gehörende Schloss Károlyi gehört der Adelsfamilie Károlyi. Das Schloss war lange Zeit Teil der Kinderstadt. Ein Teil des Schlosses wird seit 2017 wieder von dem Nachfahren László Károlyi bezogen.

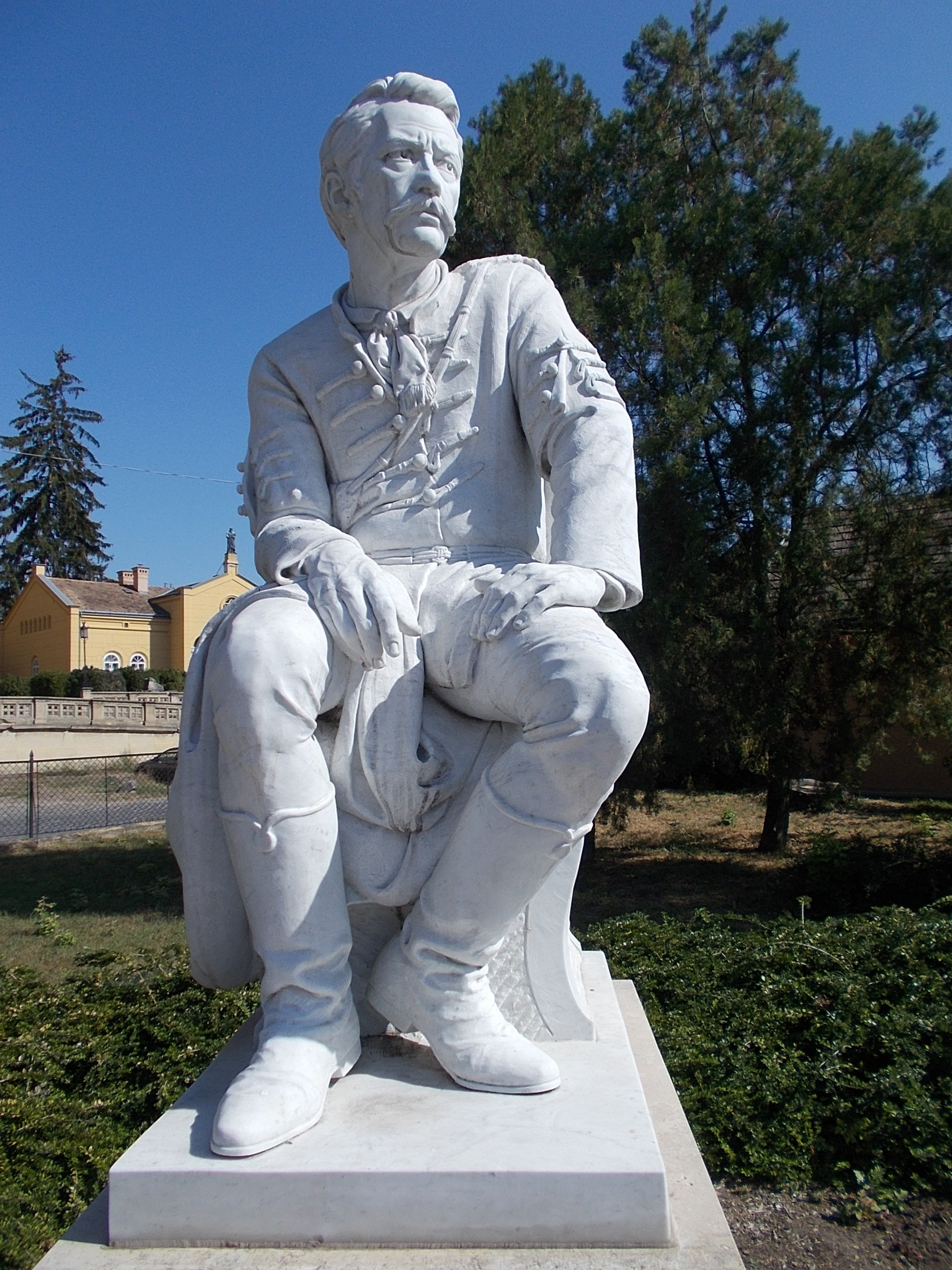
Statue des Namensgebers des heutigen Kinderzentrums in Fót

### Heutige Nutzung
Was einst ein Ort für die Unterbringung und Erziehung von Kindern war, ist heute ein Ort der Erinnerung und des Lernens.
Ein Teil der Anlage dient als Gedenkstätte, um an die Geschichte der Kinderstadt und die Schicksale der dort lebenden Kinder zu erinnern.
Einige Gebäude werden heute als Bildungseinrichtung genutzt. Es finden Seminare, Workshops und Projekte statt, die sich mit Themen wie Kinderrechten, interkulturellem Lernen und der Geschichte der Kinderheime beschäftigen.
Die Kinderstadt Fót ist Gegenstand zahlreicher Forschungsarbeiten. Historiker, Sozialwissenschaftler und Pädagogen untersuchen die Geschichte, die pädagogischen Konzepte und die Auswirkungen der Kinderstadt auf die Leben der ehemaligen Bewohner.
Die Kinderstadt Fót ist auch ein touristisches Ziel. Besucher können die Anlage besichtigen, Ausstellungen besuchen und mehr über die Geschichte erfahren.
Teile der Anlage werden weiterhin für Zwecke der Jugendhilfe genutzt. Es gibt Projekte, die sich an benachteiligte Jugendliche richten und ihnen Unterstützung und Förderung bieten.
Die Kinderstadt Fót ist weiterhin in internationale Netzwerke eingebunden und nimmt an Projekten zur Förderung der Kinderrechte teil.
Auf dem Gelände der Kinderstadt finden regelmäßig kulturelle Veranstaltungen statt, wie Konzerte, Theateraufführungen und Festivals.
Es gibt zahlreiche Dokumente, Fotos und Filme, die die Geschichte der Kinderstadt Fót dokumentieren. Diese Materialien werden in Archiven aufbewahrt und sind für die Forschung zugänglich.
Die Kinderstadt Fót arbeitet mit verschiedenen Organisationen und Institutionen zusammen, um ihre Ziele zu erreichen und die Erinnerung an die Vergangenheit wachzuhalten.
Es gibt Überlegungen, die Kinderstadt Fót zu einem internationalen Zentrum für Kinderrechte und Jugendhilfe weiterzuentwickeln.
Die Kinderstadt Fót ist ein Ort mit einer bewegenden Geschichte, der heute eine wichtige Rolle in der Erinnerungskultur und der pädagogischen Arbeit spielt.
Auf dem Gelände der ehemaligen Kinderstadt wird heute unter anderem eine Reittherapie angeboten, an der monatlich 43 sehbehinderte Kinder aus Kindergarten, Grundschule und einer Spezialschule für Blinde teilnehmen. Zusätzlich kommen Kinder aus dem Károlyi István Kinderzentrum, aus anderen Einrichtungen sowie aus Familien. Insgesamt finden hier rund 500 Therapieeinheiten pro Monat statt. Darüber hinaus haben Unternehmen die Möglichkeit, Teamtrainings abzuhalten, bei denen die Teilnehmenden sowohl geistige als auch körperliche Aufgaben übernehmen.
Der Parlamentarische Kommissar forderte Änderungen des Kinderschutzgesetzes, um das Heim für unbegleitete Minderjährige als spezialisierte Betreuungseinrichtung in das ungarische Kinderschutzsystem zu integrieren. In diesem Rahmen und mit dem Ziel, die projektbasierte Finanzierung in Bicske abzuschaffen, wurde 2010 das Heim für unbegleitete Minderjährige in Fót als Teil des Károlyi István Kinderzentrums eröffnet. Es betreut ausländische Minderjährige im Asylverfahren sowie anerkannte Flüchtlinge und subsidiär Schutzberechtigte.
Mit Unterstützung durch den Europäischen Flüchtlingsfonds wurden die Unterbringungsbedingungen im Fót Kinderzentrum verbessert; die Kapazität beträgt 34 unbegleitete minderjährige Geflüchtete und 50 junge Erwachsene. Die Einrichtung ermöglicht durch Nähe zu einem Nachsorgeheim den nahtlosen Übergang in die Erwachsenenbetreuung. Trotz langjähriger Erfahrung des Personals fehlen wichtige interkulturelle und sprachliche Kompetenzen. Unbegleitete Minderjährige erhalten hier Bildung, Unterstützung zur Alltagsbewältigung und wirtschaftliche Kenntnisse, doch besteht nach wie vor die Herausforderung, geeignete Schulen zu finden.
Auf dem Gelände der ehemaligen Kinderstadt wurden die Szenen für den Film Der Junge im gestreiften Pyjama gedreht, in denen Brunos Hin- und Rückweg zum Zaun gezeigt wird, an dem er Shmuel trifft.

## Kritik
Kinderstädte wurden ursprünglich als soziale Einrichtungen für die ärmsten und schwierigsten Kinder geschaffen und orientierten sich an reformpädagogischen Ansätzen. Sie boten in Ungarn – in Form von Kunstpädagogik, Arbeitsschulen und Strafanstalten – eine Art soziale Integration, doch oft fehlte es an echter Menschenwürde und Kinderrechten. Nach dem Zweiten Weltkrieg blieb in Ungarn die Notwendigkeit solcher Institutionen bestehen, und das Regime versprach, Kindern mehr Aufmerksamkeit zu geben. Diese Kinderstädte wurden in großen, oft ungeeigneten Gebäuden untergebracht, was später kritisch hinterfragt wurde. Während der Parteistaatsperiode wurde der demokratische Erziehungsansatz zunehmend durch staatliche Kontrolle ersetzt, und Pflegefamiliennetzwerke wurden aufgelöst. Heute wird die große Struktur der Kinderstadt als Fehler betrachtet, und die Entwicklung hin zu kleineren, familienähnlichen Wohneinheiten hat sich als erfolgreicher erwiesen. Beim Besuch der ungarischen Parlamentsabgeordneten Bernadett Szél stellte sich heraus, dass es wegen eines kaputten Heizkessels keine Heizung gibt und die Temperatur nachts auf 5–6 Grad sinkt; obwohl Heizkörper durch Heizlüfter ersetzt wurden, bleiben die Räume eisig.